# 아서 홀

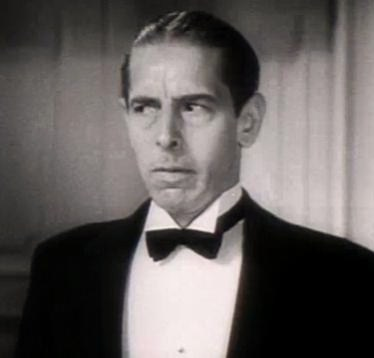

아서 홀(Arthur Hohl, 1889년 5월 21일 ~ 1964년 3월 10일)은 미국의 연극 배우, 영화배우이다.
피츠버그에서 태어났으며 로스앤젤레스에서 사망하였다.

## 영화
- 다운 투 더 씨 인 쉽스 (1949년)
- 5번가에서 생긴 일 (1947년)
- 살인광 시대 (1947년)
- 애정 (1946년)
- 러브 레터 (1945년)
- 아이리쉬 아이스 알 스마일링 (1944년)
- 노틀담의 꼽추 (1939년)
- 유괴 (1938년)
- 쇼 보트 (1936년)
- 로이드의 런던 (1936년)
- 항간의 화제 (1935년)
- 클레오파트라 (1934년)
- 베이비 페이스 (1933년)
- 더 월드 체인지 (1933년) - 미스터 패튼 역
- 풋라이트 퍼레이드 (1933년)
- 닥터 모로의 DNA (1932년)